# 開浦駅
開浦駅（ケポえき）は、大韓民国慶尚北道醴泉郡にある韓国鉄道公社の駅である。

## 利用可能な路線
- 韓国鉄道公社
  - 慶北線

## 駅構造
- 島式ホーム1面2線の地上駅。

## 歴史
- 1928年11月1日：朝鮮鉄道により開業。
- 1944年10月1日：線路の供出のため店村駅 - 醴泉駅 - 慶北安東駅間を休止。
- 1966年1月27日：店村駅 - 醴泉駅間の鉄道が運行再開したほか、醴泉駅 - 栄州駅間が開通[1]。

## 隣の駅
韓国鉄道公社
慶北線
龍宮駅 - 開浦駅 - 醴泉駅